# Fuerzas Especiales de Seguridad del Yemen
Las Fuerzas Especiales de Seguridad del Yemen son una fuerza paramilitar de Yemen. Las Fuerzas Especiales de Seguridad (en árabe: قوات الأمن الخاصة اليمنية) son una fuerza paramilitar de Yemen bajo el control del Ministerio del Interior y forman parte de la de seguridad nacional yemení.

## Introducción
La fuerza paramilitar tenía unos 50 000 efectivos en 2008, antes de que comenzara la crisis yemení. Las unidades de las fuerzas de seguridad están equipadas con armas de fuego y transportes blindados de personal. Las fuerzas paramilitares tienen sus propias instalaciones y centros de detención.

## Historia
Las Fuerzas Especiales de Seguridad se fundaron como parte de los esfuerzos de Yemen para combatir a Al Qaeda en la península arábiga. Su primer Jefe de Estado Mayor fue Mohammed Abdullah Saleh. Su hijo, Yahya Saleh, lo sucedió tras su muerte en 2001. Bajo el liderazgo de Yahya, la fuerza paramilitar se hizo más fuerte, estaba mejor pagada y mejor equipada. Yahya también supervisó la formación de las fuerzas especiales del ministerio del interior yemení, que fueron establecidas gracias a la financiación y al entrenamiento de los Estados Unidos. Pocas horas después del atentado de Saná de 2012, realizado por el grupo yemení Ansar al-Sharia contra las unidades de la fuerza paramilitar, Yahya Saleh fue destituido por el presidente Abdrabuh Mansur Hadi, mediante un decreto presidencial. El mayor general Fadhel Bin Yahiya al-Qusi reemplazó a Saleh como jefe del Estado Mayor de la Organización Central de Seguridad. Las Fuerzas Especiales de Seguridad fueron creadas por un decreto presidencial del 21 de febrero de 2013. El 8 de septiembre de 2014, el presidente Hadi relevó al general Fadhel Bin Yahiya al-Qusi de su mando de la Fuerza paramilitar, y nombró al general Mohammed Mansour al-Ghadra en su lugar.

## Organización
Aunque nominalmente forma parte del Ministerio del Interior, la Organización Central de Seguridad bajo el mando de Yahya era en gran medida autónoma y estaba formada por dos partes principales: las Fuerzas Centrales de Seguridad (CSF) y la Unidad Antiterrorista (CTU). Las CSF son una policía militar que protege los edificios y las infraestructuras oficiales, además de gestionar la densa red de puestos de control de seguridad en las carreteras de Yemen. La CSF está empezando a realizar tareas de vigilancia encubierta de posibles objetivos terroristas. La CTU es una fuerza más pequeña, formada por una unidad de fuerzas especiales de 150 efectivos que ha realizado misiones en todo el país yemení desde 2003.

## Críticas
La ONG Human Rights Watch (HRW) ha criticado a la fuerza paramilitar, afirmando que la organización utiliza a niños soldado y somete a los yemeníes a detenciones arbitrarias. Human Rights Watch también ha alegado que las unidades de la fuerza paramilitar desplegadas en la capital yemení, no evitaron una ola de asesinatos llevada a cabo por los francotiradores partidarios de Saleh contra los manifestantes en Saná, el 18 de marzo de 2011, durante la revolución yemení.